# Kyoichi Motobuchi
Kyoichi Motobuchi (元 渕 恭 Motobuchi Kyōichi?) es uno de los personajes de la novela Battle Royale. En la película y el manga tiene el mismo nombre. En la película el papel de Kyoichi Motobuchi fue interpretado por Ryou Nitta.

## Descripción
En todas las versiones Kyoichi es visto como un muchacho delgado, de voz aguda, apariencia correcta y que lleva su uniforme de forma impecable según las normas. En la novela se menciona que siempre tiene el cabello bien cortado y peinado en una proporción de 7:3 mientras que su rasgo característico son sus gafas de montura plateada. Es señalado como un alumno que siempre habla de forma racional y mantiene una conducta educada.

## Antes del juego
En la novela no se menciona mucho respecto a la vida de Kyoichi más allá de señalar que es hijo del Director de asuntos ambientales de la prefectura, fue elegido como representante masculino del salón, sus notas están por sobre el promedio y no tiene ningún interés más allá del estudio con lo que se insinuaba que no mantenía una relación cercana con sus compañeros, siendo reconocido como el alumno más cercano a Kiriyama en rendimiento académico, aunque lograr esto le significa estudiar al punto de casi no dormir.
En el manga se profundiza brevemente el origen de su carácter señalando que se debe en gran medida a la constante presión y exigencias de éxito por parte de su padre quien incluso llega a menospreciar su hombría.

## En el juego
Al igual que sus compañeros estaba en el bus cuando la clase fue dormida y capturada, despertando en colegio de la isla sentado detrás de Hiroki Sugimura. Cuando Kinpatsu Sakamochi les explica que han sido seleccionados para El Programa este se pone de pie y le interrumpe en lo que algunos de sus compañeros tenían la esperanza que fuera un intento racional de protestar y abogar por la liberación de la clase, pero este simplemente intenta usar el cargo de su padre como influencia que lo privilegia para ser excluido del juego, lo que le vale una llamada de atención por parte de Kinpatsu, quien le recuerda que el juego hace uso del derecho de las personas de nacer como iguales para negar cualquier tipo de privilegio que les de trato preferencial a la hora de participar en el sorteo. Tras esto ve, junto al resto de sus compañeros, como Kinpatsu ejecuta primero a Yoshitoki Kuninobu y después a Fumiyo Fujiyoshi, al ser llamado a abandonar el colegio se le entrega como al resto un bolso con equipamiento y un arma aleatoria que en su caso resulta ser un revólver Smith & Wesson. 38 Chief's Special.
Según el manga después de presenciar las muertes de sus dos compañeros y ver los cadáveres del profesor Masao Hayashida, Mayumi Tendo y Yoshio Akamatsu, Kyoichi comenzó a perder la razón obsesionándose en cómo reaccionaría su padre y en ganar el juego para salir libre y cumplir las expectativas que le imponía.

## Destino
Las tres versiones coinciden en que tras la muerte de Tatsumichi Oki en su pelea contra Shuya Nanahara aparece Kyochi, ahora completamente loco, e intenta asesinar a este último; en el manga y la película mientras le apunta balbucea incoherencias sobre como matará a todos, acabará sus estudios y obtendrá un trabajo de alto nivel en el gobierno; sin embargo Shogo Kawada, quien vio el incidente y comprendió que Shuya deseaba salvar a todos, le arranca el brazo con un disparo de su escopeta, aun así intenta dispararle usando su otra mano por lo que nuevamente abre fuego en su contra, esta vez destrozando su estómago y matándolo.